# Marathon Man (novela)
Marathon Man es una novela de suspense conspiratoria de 1974 de William Goldman. Fue la novela de suspense más exitosa de Goldman, y su segunda novela de suspenso.
En 1976 se convirtió en una película del mismo nombre, con guion del propio Goldman, protagonizada por Dustin Hoffman, Laurence Olivier y Roy Scheider y dirigida por John Schlesinger.

## Sinopsis
Un ex dentista de los SS nazis en Auschwitz, el Dr. Christian Szell, que ahora reside en Paraguay, pretende contrabandear muchos diamantes fuera de los Estados Unidos después de la muerte accidental de su padre (en la versión de la película, es su hermano) en Nueva York. Esto implica una agencia de inteligencia secreta llamada "The Division".
Mientras tanto, en la Universidad de Columbia, Thomas Babington "Babe" Levy (los nombres primero y medio son una referencia al poeta Thomas Babington Macaulay, y el apodo es una referencia al jugador de béisbol Babe Ruth) es un estudiante de postgrado en la historia y un aspirante a corredor de maratón. Está acosado por el suicidio de su brillante padre académico, H.V. Levy, provocado por las actividades del senador McCarthy cuando Tom / Babe tenía diez años. La tesis doctoral de Tom pretende despejar el nombre de su padre de presuntas afiliaciones comunistas. Sin saberlo, Babe, su hermano mayor de diez años (y mejor amigo), 'Doc', trabaja en The Division.
Doc, que opera bajo el alias "Scylla", es asesinado por el Dr. Szell. Antes de morir, Doc va a ver a Babe y muere en los brazos de su hermano. Szell cree que Doc le había dicho a Babe si los diamantes que estaba planeando tomar son "seguros" de tomar, por lo que Szell tortura a Babe perforando en los dientes, sin anestesia, y repetidamente hace la pregunta: "¿Es seguro?" Babe no sabe lo que significa la pregunta, ni la identidad del interrogador. En el curso de la tortura, Szell le ofrece el aceite de clavo analgésico como incentivo para cooperar.
Al final de la historia Babe mata a los conspiradores en la trama contra él, incluyendo al Dr. Szell.

## Adaptaciones
- Marathon Man (1976), película dirigida por John Schlesinger